# Pinczyn
Pinczyn is een plaats in het Poolse district  Starogardzki, woiwodschap Pommeren. De plaats maakt deel uit van de gemeente Zblewo en telt 2303 inwoners.